# Dragan Vicković
Dragan Vicković je hrvatski novinar, pisac, pjesnik, putopisac, publicist i radijski voditelj, sakupljač narodnog blaga. Dolazi iz Vrbovca.
Zaslužnik je Radio Vrbovca. Bio je direktor Informativno-dokumentarnog centra osnovanog 1970-ih godina. Početkom Domovinskog rata pisao je za prvi vojni list u samostalnoj Hrvatskoj, Gardistu. 
Za vrijeme Domovinskog rata bio pripadnik čete ZNG Hrvatski umjetnici.
2003. je godine objavio putopisnu knjigu Hrvatska vas zaboraviti ne će. Knjiga je zapis s puta koji je trajao pet dana i bio dug 2500 kilometara, u kojem je obišao i opisao sela i gradove kroz koja je prošla tradicijska karavana prošla Da se ne zaboravi, koju organiziraju branitelji "Podravke" i zagrebačke INA-Naftaplina, a koja završava u Vukovaru. 
Glavni je urednik tromjesečnika Kronike grada Vrbovca.
Glasnogovornik je županijske organizacije Hrvatske stranke umirovljenika Zagrebačke županije.
Sudjelovao na tradicijskom okupljanju hrvatskih pjesnika kojeg tradicionalno organizira Mirjana Bobanac i njena udruga Štagelj, u svojem dvorištu u Kostanju u"Štaglju".

## Djela
- 100 godina DVD Vrbovec - stoljeće vatrogastva u općini Vrbovec (suautor Karlo Rosandić), 1982.
- 75 godina amaterizma u kulturi, 1987.
- Iza vremena , 1989. (ilustrirao Ivan Rabuzin, pogovor Juraj Baldani)
- Za novi život : u čast poginulim hrvatskim vitezovima u Domovinskom ratu s vrbovečkog područja, 1999.
- Hrvatska vas zaboravit neće: : zapisi iz dnevnika za vrijeme treće karavane Da se ne zaboravi, Koprivnica : Alineja ; Zagreb : Udruga branitelja INA-Naftaplin, 2003.
- Kolko kaplic tolko let: deset godina rada Vrbovečke udruge vinogradara i vinara, 2004.
- Vrbovečki obrti: u povodu 40. obljetnice rada Udruženja obrtnika Vrbovec: razvoj obrta grada Vrbovca i općina Gradec, Farkaševac, Preseka, Rakovec i Dubrava, 2008.
- Vrbovec i vrbovečki kraj : zavičajni priručnik za nastavu prirode i društva, 2011.
- Razgovori Mladen Pavković, 2015.

Priredio:
- Komunalac Vrbovec: 50 godina, 2013.

Članke je objavio u Vrbovečkom zborniku i dr. Tekstove mu prenose Braniteljski portal, Portal dnevnih novosti - glasilo hrvatskih braniteljaDragovoljac.com, Glas Brotnja,Hrvatsko žrtvoslovno društvo i dr.

## Nagrade i priznanja
Pjesme su mu uvrštene u antologiju iz 2008. hrvatskog domoljubnog pjesništva Hrvatska se srcem brani prireditelja Mladena Pavkovića i u zbirci Stanari sna iz 2003. (prikupio i obradio Josip Palada, ilustrirao Ivica Antolčić).
2010. je godine dobio Nagradu za životno djelo Grada Vrbovca, za dugogodišnji uspješni rad razvoju novinarstva, Radio Vrbovca, te općenito afirmaciji Grada Vrbovca na području kulture i društvenih djelatnosti.
2012. je godine dobio povelju Zagrebačke županije.
2013. je godine dobio zahvalnicu HSS-a.

## Vanjske poveznice
- WorldCat
- Dragan Vicković   'Novinarstvo je ljubav i strast'
- Dragan Vicković: Mediji o Veljku Mariću pišu laži kakve ni pas s maslom ne bi pojeo[neaktivna poveznica], direktno.hr, 10. travnja 2015.